# Gmina Videbæk
Gmina Videbæk (duń. Videbæk Kommune) – w latach 1970–2006 (włącznie) jedna z gmin w Danii w ówczesnym okręgu Ringkjøbing Amt. 
Siedzibą władz gminy była miejscowość Videbæk. 
Gmina Videbæk została utworzona 1 kwietnia 1970 na mocy reformy podziału administracyjnego Danii. Po kolejnej reformie administracyjnej w roku 2007 weszła w skład nowej gminy Ringkøbing-Skjern.

## Dane liczbowe
- Liczba ludności: (♀ 6243 + ♂ 5897) = 12 140
  - wiek 0-6: 9,2%
  - wiek 7-16: 15,7%
  - wiek 17-66: 61,5%
  - wiek 67+: 13,6%
- zagęszczenie ludności: 42,0 osób/km²
- bezrobocie: 3,1% osób w wieku 17-66 lat
- cudzoziemcy z UE, Skandynawii i USA: 92 na 10 000 osób
- cudzoziemcy z krajów Trzeciego Świata: 148 na 10 000 osób
- liczba szkół podstawowych: 8 (liczba klas: 96)